# 藻百年
藻百年（学名：Exacum tetragonum）为龙胆科藻百年属下的一个种。

## 扩展阅读
- 維基物種上的相關：藻百年